# Ральф Еллісон
Ральф Волдо Еллісон (англ. Ralph Waldo Ellison; 1 березня 1914, Оклахома-Сіті, США — 16 квітня 1994, Нью-Йорк, США) — афроамериканський письменник, літературознавець і критик, есеїст. Відомий своїм єдиним закінченим романом «Невидимка» (1952), який приніс йому Національну книжкову премію 1953 року.

## Життєпис

### Ранні роки
Народився в Оклахома-Сіті, штат Оклахома, в сім'ї виконроба Льюїса Альфреда Еллісона та Іди Міллсеп. Був названий на честь Ральфа Волдо Емерсона. Мав молодшого брата Герберта, який народився 1916 року. Батько Ральфа помер, коли тому було три роки.
У 1933 року Еллісон вступив до університету Таскігі в Алабамі, де навчався музики. Тоді він серйозно захопився модерністською літературою. Після трьох років в університеті Еллісон, якому не вистачало грошей на закінчення навчання, вирушив до Нью-Йорка. Там він познайомився з художником Ромаре Бірденом та письменником Річардом Райтом. Останній порадив Еллісону спробувати свої сили на письменницькій ниві, і незабаром було опубліковано його перше оповідання Hymie's Bull (букв. Жидівський бик), засноване на особистому досвіді Еллісона. У 1937—1944 роках Еллісон регулярно публікує оповідання та критичні огляди в нью-йоркських журналах.

### Широке визнання
1946 року він одружився вдруге. Його дружиною стала фотографка Фенні Макконнелл. Наприкінці 1940-х Еллісон заробляв критикою і працював над романом «Невидимка» (англ. Invisible Man). Ця робота, присвячена пошуку ідентичності та місця в суспільстві, стала найзначнішим твором Еллісона. Роман, написаний від імені безіменного афроамериканця, який живе в Нью-Йорку сорокових, зачіпає табуйовані теми і мав значний успіх, зокрема, приніс автору престижну Національну книжкову премію.
1955—1958 роки Еллісон провів у Європі, деякий час жив у Римі. Потім він повернувся до США, щоб зайняти місце викладача американської та російської літератури в Бард-коледжі. Від 1964 він працював у Ратґерському та Єльському університетах. Того ж 1964 року вийшла збірка есе Shadow And Act (букв. Переслідуй і дій), і всі ці роки Еллісон продовжував працювати над романом Juneteenth (букв. 19 червня), якого так і не закінчив. За його власними словами, значну частину рукопису знищено під час пожежі, яка сталася в будинку письменника в Плейнфілді, штат Массачусетс 1967 року. Біограф Еллісона Арнольд Ремперсад ставить під сумнів правдивість цього виправдання.
Подальша діяльність Еллісона пов'язана з викладанням та есеїстикою. 1985 року видано збірку зі сімнадцяти есе Going to the Territory (букв. Йдучи на територію), що включала дослідження творчості письменника Вільяма Фолкнера, афроамериканського автора та друга Еллісона Річарда Райта і роздуми про внесок афроамериканців у культуру США. 1970 року Еллісона нагороджено французьким орденом Мистецтв і літератури і призначено постійним членом викладацького складу Нью-Йоркського університету; 1975 року увійшов до Американської академії мистецтв та літератури.

### Смерть
Еллісон помер 16 квітня 1994 року у віці вісімдесяти років від раку підшлункової залози. Похований у районі Нью-Йорка Вашингтон-Гайтс. Дружина письменника Фенні Еллісон пережила його. Вона померла 19 листопада 2005 року.
Після смерті Еллісона виявлено його неопубліковані рукописи. 1996 року вийшла книга Flying Home: And Other Stories (букв. Відлітаючи додому та інші оповідання), 1999 року, через 5 років після смерті письменника, під редакцією професора Джона Ф. Каллагана видано його незакінчений роман 19 червня (368 сторінок). Повністю матеріали рукописів 19 червня на початку 2010 року опублікувало видавництво Modern Library під назвою Three Days Before the Shooting (букв. За три дні до стрільби) — вони займають близько 900 сторінок.